# Maxim Alexandrowitsch Fadejew

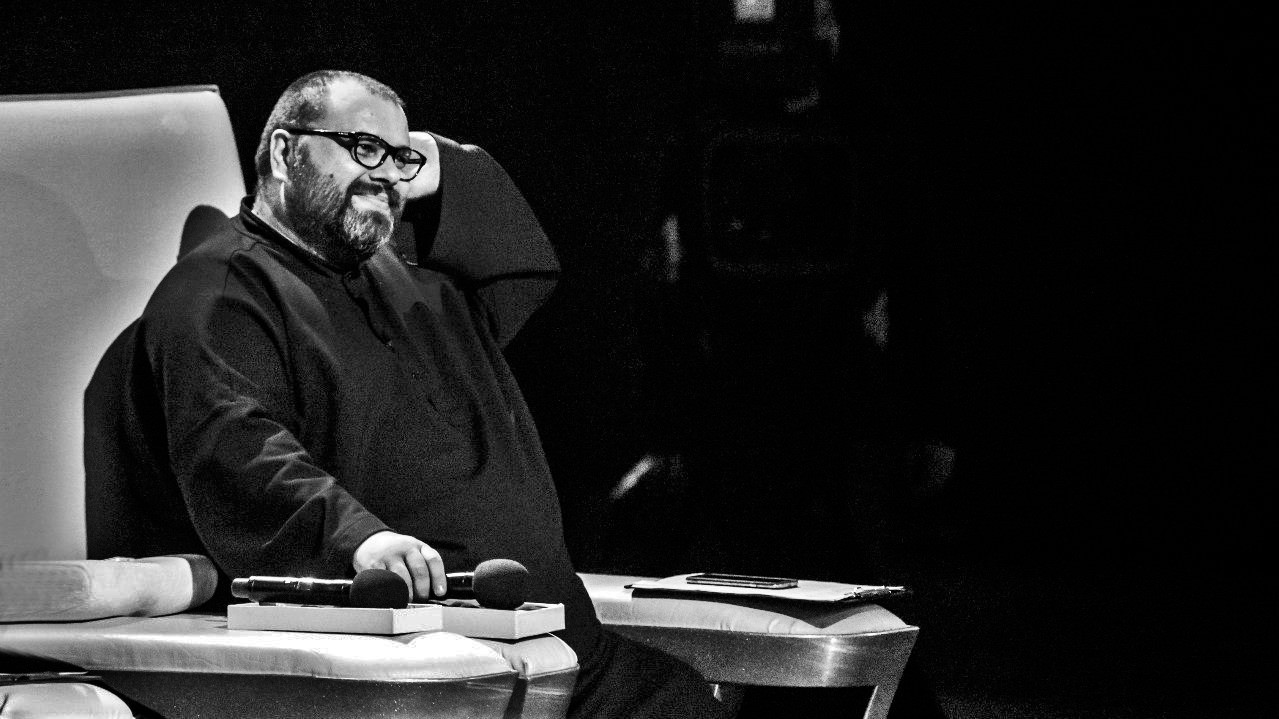
Maxim Alexandrowitsch Fadejew

Maxim ‚Max‘ Alexandrowitsch Fadejew (russisch Максим Александрович Фадеев; * 6. Mai 1968 in Kurgan) ist ein russischer Musikproduzent, Arrangeur, Komponist, Songwriter und Regisseur.

## Biografie
Maxim Fadejews Familie hatte einen musikalischen Hintergrund. Mit fünf Jahren ging er in eine Musikschule, mit 13 Jahren lernte er die Bassgitarre und mit 15 Jahren besuchte Maxim die Musikhochschule. Mit 17 Jahren fing er an, Lieder zu schreiben. Fadejew spielte in einer Band namens „Konvoj“ (russisch „Конвой“), wo die Differenzen zur Trennung mit der Gruppe führten. Später kam er als Solist zurück und es gab mehrere kleinere Konzerte. An Wettbewerben Ende 80er gewann Maxim Fadejew Preise und Ansehen, die ihm zu Engagements u. a. für Werbemusik führten. Sergei Krilow lud Fadejew nach Moskau ein, wo er 1993 als Arrangeur in einem Tonstudio für bekannte Künstler arbeitete (u. a. für Larissa Dolina). Seine eigenen, originellen und anders klingenden Songwerke passten noch nicht zum damaligen gängigen Format bei Radio oder Fernsehen. Fadejews Solokarriere kam in Fahrt, als er die Sängerin Linda kennenlernte und diese erfolgreich produzierte. Mittlerweile gilt Fadejew neben Igor Krutoi und Igor Nikolajew zu den kommerziell erfolgreichsten Produzenten Russlands. Er wohnt seit mehr als 20 Jahren mit seiner Ehefrau Natalia, Lindas
ehemalige Visagistin, zusammen, mit der er einen Sohn hat.

## Producercenter und Musiklabel
Im Jahr 2003 gründete Max Fadejew seinen eigenen Producercenter und wurde Mitinhaber des Musiklabels „Монолит Рекордс“ (englisch „Monolith Records“).

## Eurovision Song Contest 2004
Mit dem von Fadejew produzierten Lied „Believe me“ nahm Julija Sawitschewa am Eurovision Song Contest 2004 in Istanbul teil, womit sie den 11. Platz erreichte. Ihre Single/Album „Visoko“ (deutsch „Hoch“) erschien bei Fadejews Label Monolith Records.

## Regisseur
Zu seinen Musikprojekten macht Maxim Fadejew fast immer auch selber Regie.

## Projekte (Auswahl)
- Alla Saikina (Monokini)
- Alexej Sulima
- Darja Kljuschnikova
- Детские голоса Максима Фадеева (dt. „Maxim Fadejew’s Kinderstimmen“)
- Elena Kukarskaja (Кука, ‘Kuka’)
- Группа «4G» (dt. „Gruppe 4G“)
- Igor Pidschakov
- Иракли (Irakli)
- Irina Epifanova
- Katja Lel
- KIT-I (russische Rockgruppe ‘Kitai’, dt. „China“)
- Конвой (Konvoj)
- Linda
- Лора („Lora“)
- Maria Rschevskaja
- Mitja Fomin
- MOLLY
- Nargis Sakirova
- Natalja Ionowa (Musikprojekt Глюк’oZa, dt. „Glucose“)
- Oleg Majami
- Перцы (Perzi, dt. „Peppers“)
- Продюсерский центр / Монолит Рекордс (Producerzentrum / Label Monolith Records)
- Pierre Narziss
- Sascha Schemzugova
- "Савва. Сердце воина" (Zeichentrickfilm, „Sawwa. Herz Krieg“)
- Serebro (dt. "Silber")
- Strasti Christovi (Opera) (dt. „Die Passion Christi“)
- Телевизионные проекты (TV-Projekte)
- Total
- Фабрика звёзд ('Fabrika Swosd', dt. „Fabrik der Sterne“)
- Victoria Iljinskaja
- Voron (dt. „Die Krähe“)

## Diskografie

### Alben
- 1991: Танцуй на битом стекле
- 1997: Ножницы
- 1999: Нега
- 2001: Triumph
- 2016: Oil Plant

### Singles (Auswahl)
- 1997: Танцы На Стёклах
- 2015: Breach the Line
- 2016: Вдвоём (mit Nargiz)
- 2018: Рассыпая серебро (mit Molly)
- 2018: Притяженья больше нет (mit Serebro)
- 2018: Стану ли я счастливей
- 2020: Гугуша
- 2020: До предела (mit Valeriya)
- 2021: Останься
- 2023: Скажите детям (mit Маша Гулевич)